# Swiss Global Air Lines
Swiss Global – nieistniejąca szwajcarska linia lotnicza z siedzibą w Kloten. Była częścią Swiss International Air Lines.
Linia została założona 1 września 2005 pod nazwą Swiss European Air Lines, 3 lutego 2015 zmieniona na Swiss Global.
19 kwietnia 2018 linia zaprzestała prowadzenia działalności i została całkowicie wchłonięta przez SWISS.

## Flota
W przeszłości w skład floty Swiss Global Air Lines wchodziły następujące samoloty:
| Samolot                      | Samolot  | Okres użytkowania | Okres użytkowania | Uwagi |
| Model                        | Wycofane | Rozpoczęcie       | Zakończenie       | Uwagi |
| ---------------------------- | -------- | ----------------- | ----------------- | ----- |
| Airbus A220-100              | 8        | 2016              | 2018              |       |
| Airbus A220-300              | 9        | 2017              | 2018              |       |
| Boeing 777-300ER             | 10       | 2016              | 2018              |       |
| British Aerospace Avro RJ100 | 20       | 2005              | 2017              |       |
| British Aerospace Avro RJ85  | 4        | 2005              | 2007              |       |
| Embraer ERJ-145              | 11       | 2005              | 2006              |       |
| Łącznie                      | 62       |                   |                   |       |